# Universidad de Dar es-Salam
La Universidad de Dar es-Salam (en suajili,  Chuo Kikuu cha Dar es Salaam) es una universidad de Tanzania, situada en la ciudad de Dar es-Salam. Comenzó como escuela técnica en 1966 y se fusionó con la Universidad de África Oriental, ofertando títulos de la Universidad de Londres, independizándose en 1970. 